# Bato (Taytay)
Bato es un barrio rural   del municipio filipino de primera categoría de Taytay perteneciente a la provincia  de Paragua en Mimaro,  Región IV-B.
En 2007 Bato contaba con 2.132 residentes.

## Geografía
El municipio de Taytay se encuentra situado en la isla de Paragua, al norte de la misma.
Su término limita al norte con el municipio de El Nido, barrios de Bebeladán, Bagong-Bayán y Otón, oficialmente Mabini; al  suroeste con el municipio de San Vicente, al sur con el de Roxas; y al sureste con el de Dumaran. En la parte insular se encuentra la bahía de Malampaya y varias isla adyacentes se encuentran tanto en la costa este, mar de Joló como en la  oeste, Mar del Oeste de Filipinas.
Situado en el centro del municipio, al sureste de la bahía de Malampaya.
Su término linda al norte con el barrio de Nuevo Guinto (New Guinlo); 
al sur con  los barrios de  Abongán y de Paglaum; 
al este con los barrios de la  Población de Taytay y de  Calauag (Calawag); 
y al oeste con la mencionada bahía frente al barrio de Alacalián.

### Demografía
El barrio  del Bato contaba  en mayo de 2010 con una población de 2.619 habitantes.

## Historia
Taytay formaba parte de la provincia española de  Calamianes, una de las 35 del archipiélago Filipino, en la parte llamada de Visayas. Pertenecía a la audiencia territorial  y Capitanía General de Filipinas, y en lo espiritual a la diócesis de Cebú.
Los Tao’t Bato (filipino para "humanos y rocas") son un pueblo aborigen de la isla de La Paragua. Su nombre proviene del hecho de que viven en cuevas, especialmente durante la estación lluviosa, aunque en la estación seca se instalan al aire libre.